# Gunilla Svärd
Gunilla Svärd (Uppsala, 26 maart 1970) is een Zweeds oriëntatieloopster. Woont in Uppsala en loopt voor IF Thor. Haar moederclub is OK Måsen uit Oxelösund.

## Resultaten
Wereldkampioenschap oriëntatielopen
- Gouden medailles (2)
  - 1997 - estafette - Grimstad, Noorwegen
  - 2004 - estafette - Västerås, Zweden
- Zilveren medailles (2)
  - 2001 - estafette - Tampere, Finland
  - 2003 - estafette - Rapperswil-Jona, Zwitserland
- Bronzen medaille (2)
  - 1999 - estafette - Inverness, Verenigd Koninkrijk
  - 2001 - korte afstand - Tampere, Finland

Europees kampioenschap oriëntatielopen
- Gouden medailles (2)
  - 2002 - middellange afstand - Sümeg, Hongarije
  - 2004 - estafette - Roskilde, Denemarken

World Cup Oriëntatielopen
- 3 World cup zeges
- Eerste totaal World cup  
  - 1996